# Jochem Unger

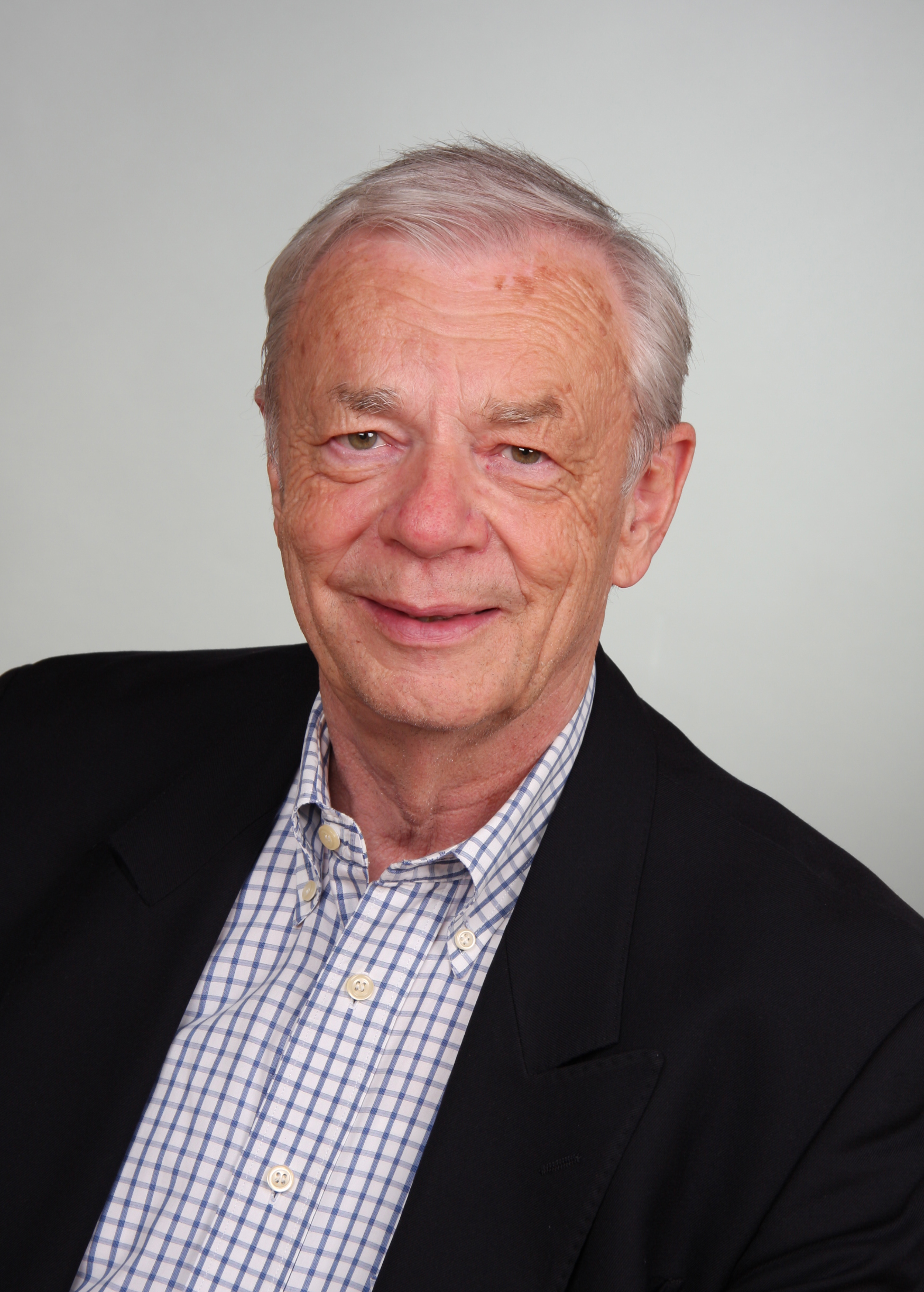

Jochem Unger (* 26. Februar 1944 in Bad Soden am Taunus; † 31. März 2023) war ein deutscher Maschinenbauingenieur. Unger lehrte Wärme-, Regelungs- und Umwelttechnik an der Fachhochschule Darmstadt (FHD) und war Honorarprofessor im Bereich Mechanik an der Technischen Universität Darmstadt (TU Darmstadt).
Von 1960 bis 1963 absolvierte Unger eine Ausbildung zum Technischen Zeichner, gefolgt von einem Maschinenbau-Studium an der Ingenieur-Schule Darmstadt sowie einem Flugzeugbau-Studium an der Technischen Hochschule Darmstadt, das er 1971 beendete.
Von 1972 bis 1976 war er wissenschaftlicher Mitarbeiter am Institut für Mechanik der TU Darmstadt und bis 1985 Fachreferent bei der Kraftwerk Union AG. 1975 wurde er promoviert, 1983 wurde er für das Fach Mechanik an der TU Darmstadt habilitiert. Seit 1985 war er Professor für Wärme-, Regelungs- und Umwelttechnik an der FHD und von 1991 bis 2010 Honorarprofessor an der TU Darmstadt.